# أندرو يونغ (رجل أعمال)
أندرو يونغ (بالإنجليزية: Scot Young)‏ هو شخصية أعمال بريطاني، ولد في 1962 في دندي في المملكة المتحدة، وتوفي في 2014 في لندن في المملكة المتحدة.